# Machaerium huanucoense
Machaerium huanucoense är en ärtväxtart som beskrevs av Velva Elaine Rudd. Machaerium huanucoense ingår i släktet Machaerium och familjen ärtväxter. Inga underarter finns listade i Catalogue of Life.